# Borrelles
|  | Aquest article tracta sobre Mas de Borrelles. Vegeu-ne altres significats a «Borrelles (Clariana de Cardener)». |

Borrelles és un mas situat al municipi de Clariana de Cardener, a la comarca catalana del Solsonès.